# Глубокий (Самарская область)
Глубо́кий — посёлок в Сергиевском районе Самарской области, входит в состав сельского поселения Сергиевск.

## География
Посёлок находится на расстоянии примерно 5 км (по прямой) к северо-востоку от села Сергиевск, административного центра района.

### Часовой пояс
Посёлок Глубокий, как и вся Самарская область, находится в часовой зоне МСК+1. Смещение применяемого времени относительно UTC составляет +4:00.

## Население
| 2008 | 2010 |
| ---- | ---- |
| 1    | ↘0   |

### Национальный состав
Согласно результатам переписи 2002 года, в национальной структуре населения русские составляли 100 % из 6 чел.